# Style franco-lillois

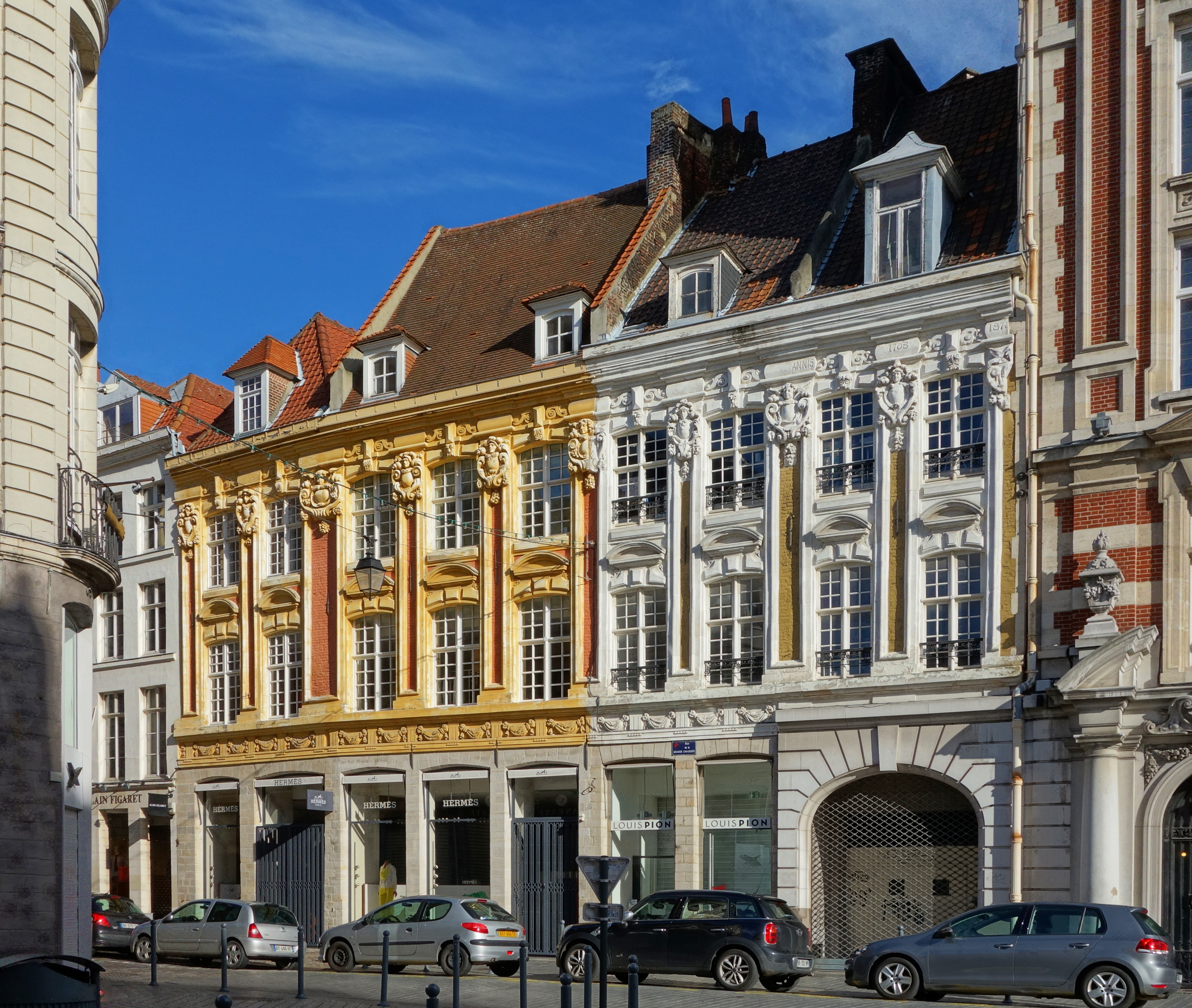
Rue de la Grande-chaussee

Le style franco-lillois est l'architecture d’immeubles construits dans le centre de Lille, de 1650 à 1710, période contemporaine de l’édification de la Vieille Bourse en 1652-1653 puis précédant et suivant l’annexion de Lille à la France en 1667. Cette architecture originale est caractéristique de l'identité lilloise.

## Histoire
Le Magistrat (administration municipale), s’inspira du cahier des charges de la Vieille Bourse pour imposer, dans les contrats de ventes de terrains, l’application de plans comportant des suites de maisons aux travées uniformes qui forment le décor de la rue.
Un grand nombre de ces constructions des années 1650 et 1660 sont l’œuvre de Julien Destrée. Après le rang de maisons de la rue des moulins Saint-Pierre (rue de la Monnaie) pour l’hospice Comtesse en 1652-1657 et le chef d’œuvre de la Vieille Bourse, il réalise la maison à l’angle de la rue des Manneliers et de la rue des Malades en 1659, le rang de maisons de la rue de Gand construites en 1660 pour le couvent des Célestines.
Un règlement de l’échevinage de 1674 s’attache à la solidité des constructions, n’autorise que des murs d’une brique et demi d’épaisseur, et poursuit l’obligation de présenter un plan et dessin établi par un architecte ou expert.
Après la mort de Julien Destrée, des  bâtiments de rang lillois sont construits dans les années 1680 dans la vieille ville le long des rues aux environs de la Grand’place, rue de Paris, rue Esquermoise, rue de la Grande Chaussée, rue des Arts. Les rangs construits en 1687 pour Anselme Carpentier dans la rue du Palais Rihour et au sud de la Grand-Place et le rang de Beauregard, érigé la même année, place du Théâtre, par Simon Vollant  architecte lillois également architecte et maître d’œuvre des bâtiments de la citadelle et du nouveau quartier Saint-André en collaboration avec Vauban, sont les plus beaux de ce style,
Un grand nombre de ces maisons sont disparues dans les percements de la rue Faidherbe en 1870, de l'avenue Carnot en 1906 (notamment rues des Oyers et des Sept Saux) et dans les destructions du siège de 1914.
Ce style disparait dans les années 1710 remplacé par une architecture plus sobre dépourvue d’ornement inspirée par le modèle français, le style classique lillois. Les maisons construites à partir de la fin des années 1670 dans le quartier Royal de l'agrandissement de 1670 étaient déjà dépourvues d'ornements..
Le rang lillois, architecture la plus caractéristique de l’identité lilloise, sera source d’inspiration de constructions des années 1910-1920, composition en travées de la façade de la Nouvelle Bourse face au rang de Beauregard, immeubles néo-flamands de la reconstruction des années 1920 des rues Faidherbe et de Paris, par ailleurs, en modèle réduit, des éléments de façades de maisons de style éclectique de la fin du XIXe siècle début XXe siècle.

## Description
Le style franco-lillois est une synthèse alliant des lignes et une ordonnance classiques, une élégance à la française mais usant de toute la richesse décorative et la polychromie naturelle des matériaux combinés (grès gris, craie blanche et brique rouge) qui caractérisaient l'architecture flamande locale de la période précédente, qui sert de source d'inspiration. Cette architecture est marquée par la répétition de la « travée lilloise », le plus souvent sur deux ou trois étages.

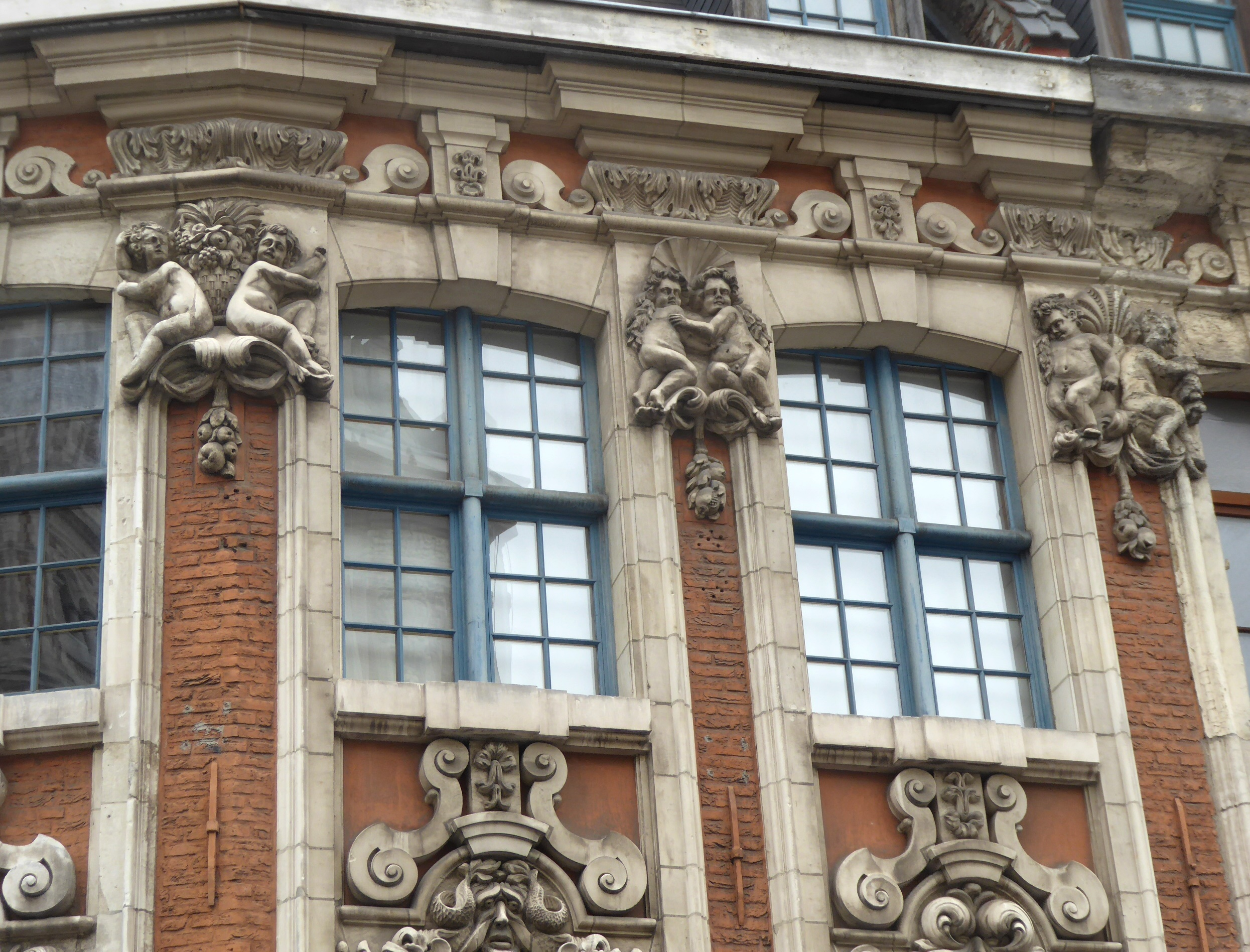
Angelots séparatifs de propriétés 3 rue Lepelletier

Le rez-de-chaussée, de hauteur très variable, est constitué d'arcades en grès dur gris sans sculpture ni moulure, tandis que les étages au-dessus sont en pierre de Lezennes, qui est une craie très tendre, richement travaillée, avec, entre chaque travée, d'étroits panneaux de briques rouges qui montent d'un seul trait sur tous les étages, souvent couronnés au sommet par un cartouche en haut-relief. Les allèges sous les fenêtres peuvent également contenir de la brique faisant ressortir des ornements de craie comme des volutes. Des chapiteaux à ornements feuillus apparaissent en saillie en dessous du chéneau.
Les façades conjuguent un encadrement chantourné des baies surplombé de diverses cartouches d’ornements, guirlandes ou mascarons. Des pilastres avec cariatides engainées soulignent les mitoyennetés. Sur certains immeubles, des angelots au faîte du trumeau s’enlacent lorsque les deux travées mitoyennes sont de même propriété et se tournent le dos dans le cas contraire.
Les façades noircies par les fumées ont souvent été peintes à défaut d'être nettoyées.

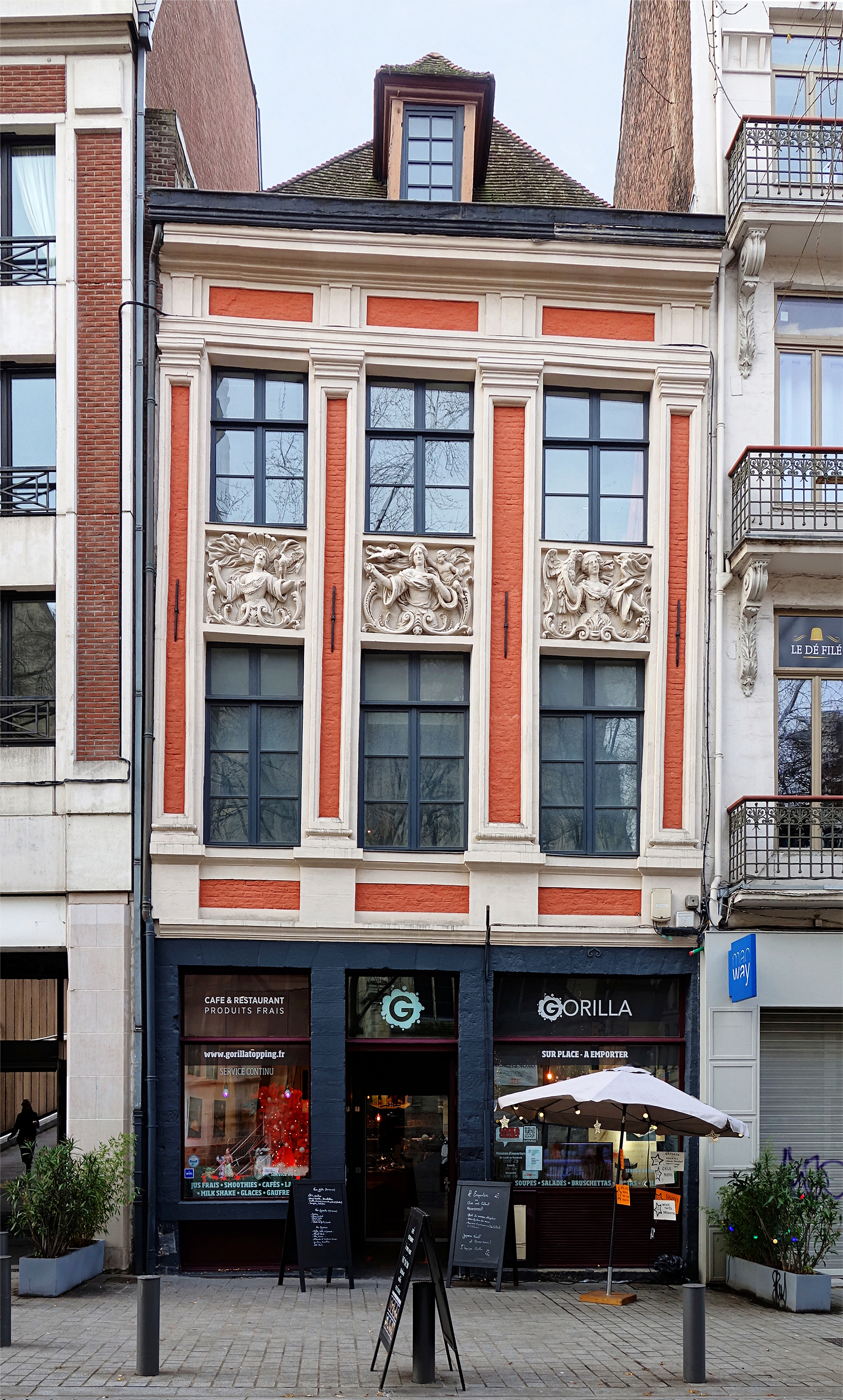
Maison des trois grâces 74 rue de Paris
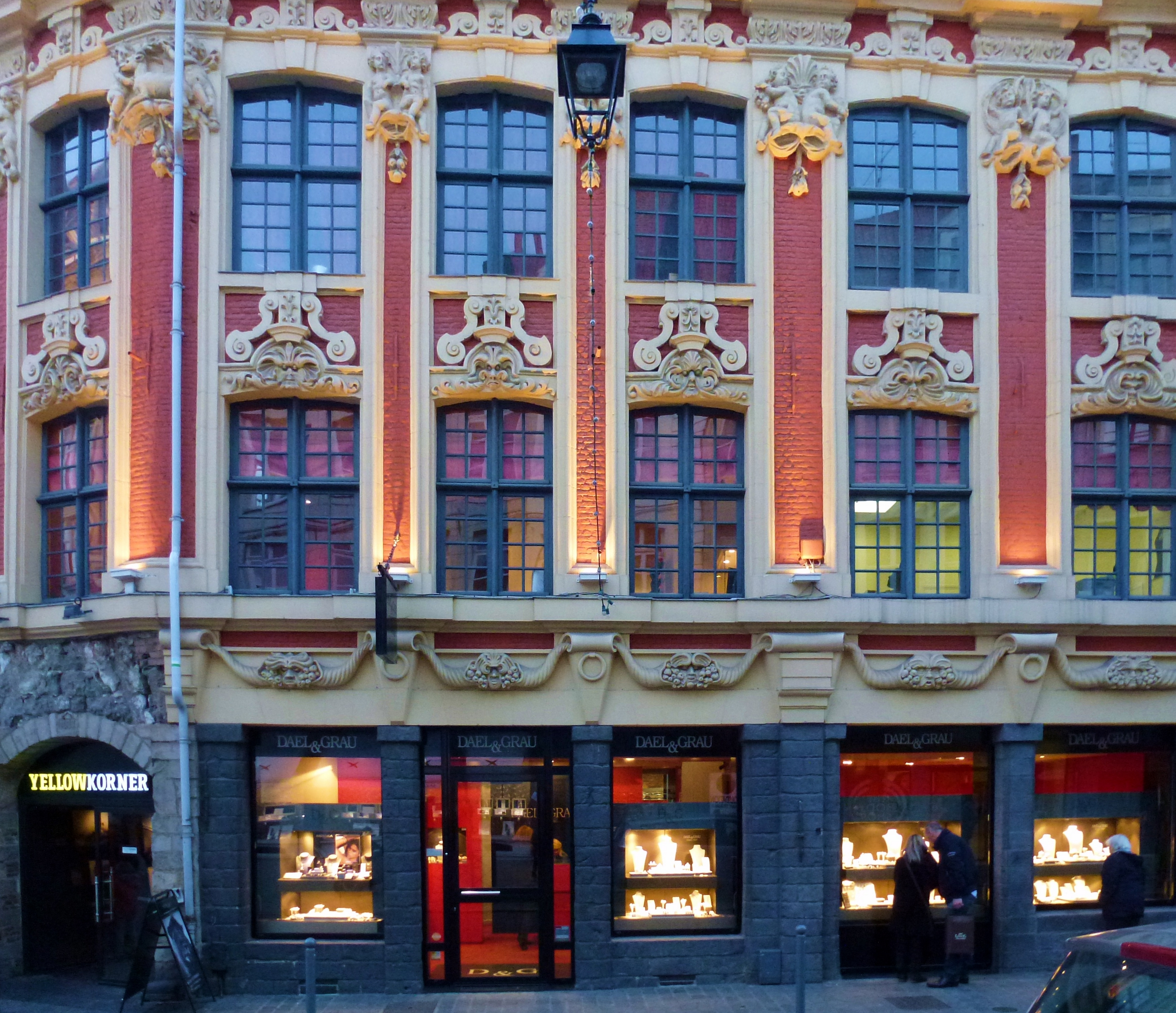
3 et 5 rue Lepelletier
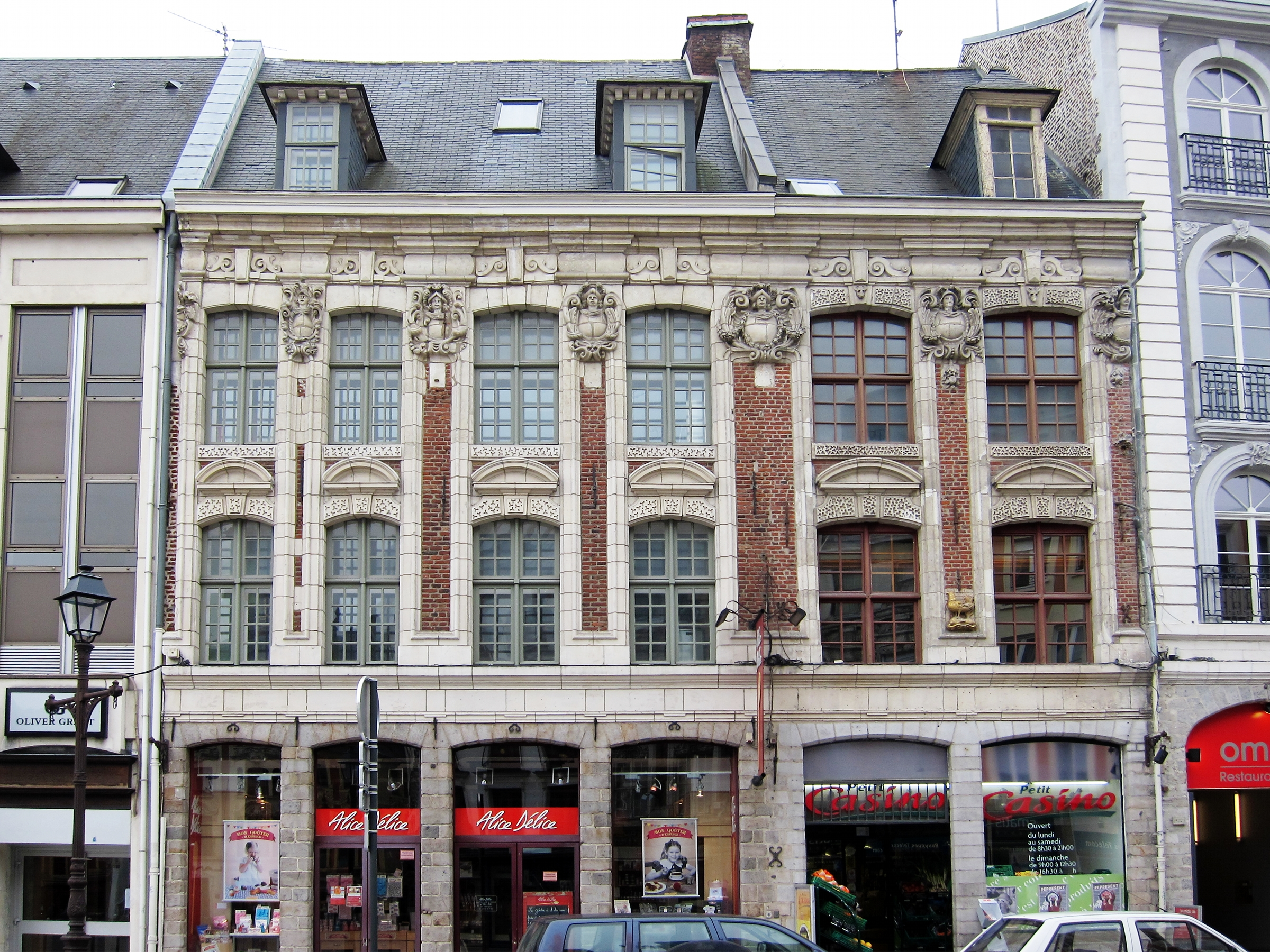
5-7 rue Esquermoise
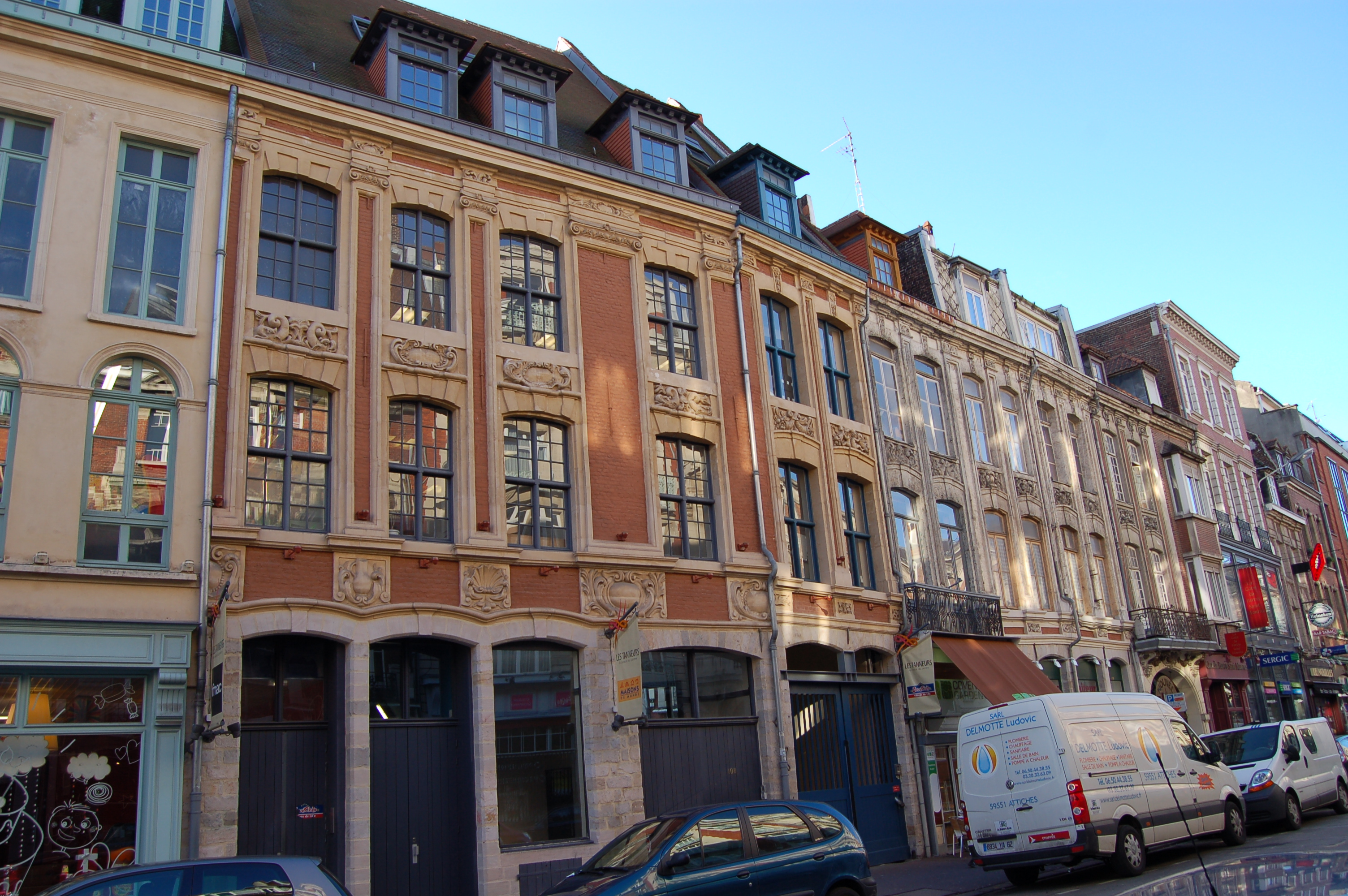
100-108bis rue de Paris